# Улица Шувалова
Улица Шува́лова — небольшая улица на западе Москвы в районе Раменки Западного административного округа. Проходит между Мичуринским проспектом (между домами № 7 и № 9) и улицей Светланова.

## Происхождение названия
Названа 18 января 2005 года в честь российского государственного деятеля, одного из основателей Московского государственного университета, Ивана Ивановича Шувалова. Ранее улица носила условное название Проектируемый проезд № 939.

## История
Улица возникла в 2003 году при застройке 40-го микрорайона Раменок и микрорайона «Шуваловский». Первоначально была тупиковой. В конце 2007 года была проложена улица Светланова (бывш. Проектируемый проезд № 3538), которая соединила её с Ломоносовским проспектом.